# Français fondamental
Français fondamental ist eine Liste von Wörtern und grammatikalischen Konzepten, die Anfang der 1950er Jahre für den Unterricht von Ausländern und Einwohnern der Union française, dem französischen Kolonialreich, entwickelt wurde. Eine Reihe von Untersuchungen in den 1950er und 1960er Jahren zeigte, dass eine kleine Anzahl von Wörtern in allen Situationen mündlich und schriftlich auf die gleiche Weise verwendet wird; daher ist für eine funktionierende Sprache eine begrenzte Anzahl grammatikalischer Regeln notwendig.

## Ursprünge
Français fondamental wurde vom Centre d'Etude du Français Élémentaire entwickelt, das 1959 in Centre de Recherche et d'Étude pour la Diffusion du Français (CREDIF) umbenannt wurde. Geleitet wurde es vom Linguisten Georges Gougenheim. Das Ministry of Education of France genehmigte und förderte die Methode als Französischlernmethode. Die Verwendung von français fondamental war in französischen Lehrbüchern weit verbreitet und besonders in audiovisuellen Lernmethoden der 1960er Jahre verbreitet.
Gougenheim, Réné Michea, Paul Rivenc und Aurélien Sauvageot waren als Forscher an dem Projekt beteiligt. Es gibt 1.475 Wörter im „ersten Grad“ und 1.609 Wörter im „zweiten Grad“.